# Superflat
Il Superflat (Superpiatto) è un movimento artistico postmoderno, influenzato dai manga e dagli anime, fondato dall'artista giapponese Takashi Murakami. È anche il nome di una mostra d'arte del 2001 curata da Murakami, esposta a West Hollywood, Minneapolis e Seattle.

## Descrizione
"Superflat" è un vocabolo usato da Murakami per riferirsi a varie forme appiattite presenti nell'arte grafica, nell'animazione, nella cultura di massa e nelle belle arti giapponesi, oltre alla "superficiale vuotezza della cultura di consumo giapponese". Il movimento Superflat si propone di analizzare la cultura giapponese del dopoguerra attraverso la cosiddetta sottocultura otaku.
Tra gli artisti del "Superflat" figurano: Chiho Aoshima, Mahomi Kunikata, Sayuri Michima, Yoshitomo Nara, Aya Takano, Mr. e Takashi Murakami. Inoltre, anche alcuni disegnatori di anime e mangaka hanno presentato dei loro lavori in esposizioni Superflat, in particolare Kōji Morimoto, e l'opera di Hitoshi Tomizawa, autore di Alien 9 e Milk Closet. Il movimento è stato abbracciato da vari artisti statunitensi che hanno creato un ibrido chiamato "SoFlo Superflat".
Murakami definisce il termine "Superflat " a grandi linee, di conseguenza l'argomento in oggetto è molto vario. Alcuni lavori esplorano il consumismo e il feticismo sessuale che sono comuni nella cultura giapponese del dopoguerra. Questo spesso include la cosiddetta arte "lolicon" che è parodiata da lavori come quelli di Henmaru Machino. Questi lavori sono un'esplorazione della sessualità "otaku" attraverso immagini grottesche e/o distorte. Gli altri lavori riguardano più la paura di crescere. Per esempio, il lavoro di Yoshitomo Nara spesso raffigura giocosi graffiti su antichi "ukiyo-e" giapponesi eseguiti in modo infantile. Altri lavori si concentrano sulla struttura e sui desideri alla base che costituiscono l'otaku e in generale la cultura giapponese del dopoguerra.
Uno sguardo sovversivo all'otakuismo non è un fattore decisivo delle gallerie Kaikai Kiki; Bome, uno dei più importanti artisti coinvolti nella prima vera mostra del Superflat, è un famoso scultore di action figure e il suo lavoro, basato sugli attuali personaggi anime bishōjo, è stato presentato in molteplici gallerie compresa una personale presso la Kaikai Kiki Gallery. Mr., uno dei membri del movimento si autodescrive un artista di "lolicon" e considera il suo lavoro non una testimonianza culturale ma una rappresentazione delle sue personali fantasie.